# Semidysderina
Semidysderina là một chi nhện trong họ Oonopidae.